# Eduardo Bennett
Eduardo Bennett (ur. 11 września 1968 w La Ceiba) – honduraski piłkarz występujący na pozycji napastnika.

## Kariera reprezentacyjna
W reprezentacji Hondurasu Bennett zadebiutował w 1991.